# Дом купца Ефремова (Новосибирск)
Дом купца Ефремова (Коммунистическая улица, 41) — двухэтажное здание в Центральном районе Новосибирска. Построен в 1912 году. Памятник архитектуры регионального значения.

## История
Дом построил купец Иван Семенович Ефремов. Первое упоминание о здании находится в документах, касающихся пожара 1909 года. Сначала Ефремов построил одноэтажный дом, а уже в 1911—1912 годах ходатайствовал о постройке ещё одного этажа над существующим зданием.

## Описание
Главный южный фасад здания выходит на красную линию застройки Коммунистической улицы, восточный фасад примыкает к Дому Жернаковой.
Дом имеет почти Г-образную форму и базируется на высоком бутовом фундаменте. Стены кирпичные. Под зданием находится глубокий подвал.
Со стороны главного фасада имеется проезд во двор.
Восточная стена здания глухая, в прошлом служила брандмауэром.
Главный фасад асимметричен из-за расположенных в левом крыле главного входа и проезда-арки.
Стены здания по периметру завершаются карнизом из близко расположенных небольших кронштейнов. Тягу между первым и вторым этажами также образуют кронштейны, но размер их меньше, чем у кронштейнов карниза.
Оконные и дверные проёмы первого этажа имеют лучковое завершение, на втором этаже проёмы окон завершаются полуциркульным контуром. Все проёмы обрамляют наличники с замковым камнем.
Прямоугольные ниши декорируют подоконное пространство первого этажа. Под окнами второго этажа находятся заполненные полосой поребрика прямоугольные ниши.
Проезд-арка, левый и правый фланги главного фасада выделяются широкими лопатками, декорированными фигурными филёнками на первом этаже и полуколоннами в нишах на втором. Северный и западный фасады дома имеют аналогичное оформление.
Первоначальное планировочное решение было полностью утрачено из-за неоднократных перестроек.